# Mothocya
Genre
Mothocya est un genre de Crustacés isopodes de la famille des Cymothoidae, parasitant les poissons.

## Liste des espèces
Selon World Register of Marine Species (27 juin 2021) :
- Mothocya affinis Hadfield, Bruce & Smit, 2015
- Mothocya andoni van der Wal, Smit, Bruce, Olaosebikan & Hadfield, 2021
- Mothocya argenosa Bruce, 1986
- Mothocya arrosor Bruce, 1986
- Mothocya belonae Bruce, 1986
- Mothocya bermudensis Bruce, 1986
- Mothocya bertlucy Hadfield, Sikkel & Smit, 2014
- Mothocya bohlkeorum Williams & Bunkley-Williams, 1982
- Mothocya collettei Bruce, 1986
- Mothocya epimerica Costa, 1851
- Mothocya gilli Bruce, 1986
- Mothocya girellae Bruce, 1986
- Mothocya halei Bruce, 1986
- Mothocya karobran Bruce, 1986
- Mothocya komatsui Yamauchi, 2009
- Mothocya lineata (Miers, 1876)
- Mothocya longicopa Bruce, 1986
- Mothocya melanosticta (Schioedte & Meinert, 1884)
- Mothocya nana (Schioedte & Meinert, 1884)
- Mothocya omidaptria Bruce, 1986
- Mothocya panamica Bruce, 1986
- Mothocya parvostis Bruce, 1986
- Mothocya plagulophora (Haller, 1880)
- Mothocya powelli van der Wal, Smit, Bruce, Olaosebikan & Hadfield, 2021
- Mothocya renardi (Bleeker, 1857)
- Mothocya rosea Bruce, 1986
- Mothocya sajori Bruce, 1986
- Mothocya taurica (Czerniavsky, 1868)
- Mothocya waminda Bruce, 1986
- Mothocya xenobranchia Bruce, 1986

- Mothocya contracta Costa, 1851 (nomen dubium)

- Mothocya ihi Bruce, 1986 synonyme de Mothocya lineata (Miers, 1876)
- Mothocya katoi Nunomura, 1992 synonyme de Ceratothoa guttata (Richardson, 1910)
- Mothocya toyamaensis Nunomura, 1993 synonyme de Ceratothoa toyamaensis (Nunomura, 1993)
- Mothocya trillesi (Rokicki, 1986) synonyme de Mothocya longicopa Bruce, 1986

## Systématique
Le nom scientifique complet (avec auteur) de ce taxon est Mothocya Costa in Hope, 1851, choisi par le zoologiste italien Achille Costa en 1851.
Mothocya a pour synonyme :
- Irona Schioedte & Meinert, 1884